# Miroque
Miroque ist ein Markenname im Besitz der VK Histomedia GmbH, eines Unternehmens aus Oberhausen in Nordrhein-Westfalen.

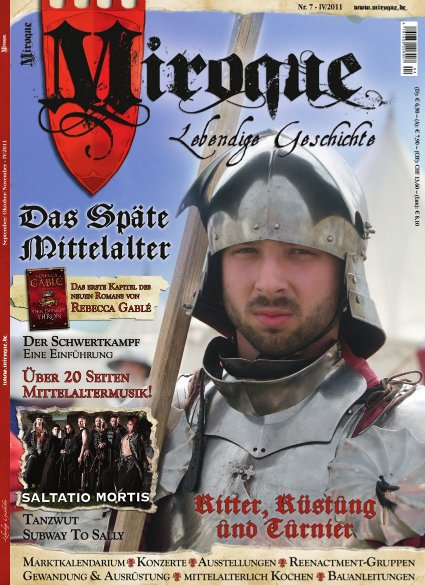
Die siebte Ausgabe des Miroque-Magazins: Das späte Mittelalter

Unter diesem Markennamen erschienen seit 1996 regelmäßig CD-Kompilationen mit Musik des Mittelalters und Musik der Mittelalterszene.
Seit 2004 fanden unter dem Namen in unregelmäßigen Abständen Musikfestivals statt.
Seit April 2010 wird unter dem Namen ebenfalls ein Printmagazin herausgegeben.

## Miroque, die CD-Kompilation
1996 in erster Folge erschienen, war Miroque zunächst auf die Schnittmenge mittelalterlicher Musik und moderner gestaltete Musik der Mittelalterszene ausgerichtet, ergänzt um Neoklassik, Neofolk und mittelalterlich inspirierter Musik der Dark-Wave-Bewegung. Produziert wurden die Volumes 1–7 von der heute nicht mehr existierenden Firma Sub Terranean, einem Sublabel der Nova Tekk GmbH. Nach dem Wegfall der Produktionsfirma führten ab 2003 frühere Mitarbeiter das Miroque-Konzept fort und passten die CD-Serie inhaltlich an die inzwischen gewachsene Mittelalterszene an. Auf Interpreten aus dem Dark-Wave-/Neoklassik- und Neofolk-Umfeld wurde nun weitgehend verzichtet. Seit Miroque Vol. 8 erscheint die Reihe beim „Totentanz“-Label. Die CDs werden nicht nur über den regulären Tonträger-Einzelhandel angeboten, sondern auch gezielt auf historischen Märkten und ähnlichen Veranstaltungen.
Die über ein Dutzend Miroque-Volumes spiegeln das breit gefächerte musikalische Spektrum der Mittelalterszene wider, angefangen von den möglichst authentischen Ensembles alter Musik über eine große Zahl Markt- und Spielmannsgruppen bis hin zu den (folk-)rockigen Vertretern des Genres. Neben renommierten Gruppen bietet Miroque insbesondere auch jungen, unbekannteren Ensembles und Bands ein Forum.
Inzwischen wurden auch mehrere monothematische Miroque-Folgen veröffentlicht, darunter Episoden mit historischen Weihnachtsliedern, ruhigeren Liebesliedern sowie Trinkliedern.

## Miroque, das Magazin
Seit April 2010 wird von der VK Histomedia GmbH in dreimonatigem Abstand ein Printmagazin mit dem Titel „Miroque – lebendige Geschichte“ herausgegeben. Als Druckauflage werden 25.000 Stück angegeben. Jede Ausgabe vereinigt unter einem Leitthema verschiedene Beiträge zu historischem Wissen und Entertainment. Zudem erschienen bis 2013 drei weitere Sonderausgaben pro Jahr (Keltika oder Piraten).
Bisher konnten regelmäßig namhafte Personen aus Wissenschaft und Mittelalterszene gewonnen werden, um Gastartikel beizusteuern. Ein umfangreicher Teil der Zeitschrift ist daher auch der Musik der Mittelalterszene gewidmet. Hier werden CD-Rezensionen, Informationen über Konzerte und Bandvorstellungen veröffentlicht. Daneben wird eine Übersicht über Mittelaltermärkte, Ausstellungen und Events der Szene in Form eines Kalendariums angeboten. Kleine Sektionen widmen sich dem Geschehen in der Mittelalterszene von Österreich und der Schweiz. Zusätzlich enthält die Zeitschrift mittelalterliche Kochrezepte, Bauanleitungen, Schnittmuster, Buch- und Spielerezensionen und Tipps für Hobby und Reenactment.
Bisher veröffentlichte oder angekündigte Ausgaben:
- II/2010 Die Kreuzzüge (Nr. 1)
- III/2010 Die Wikinger (Nr. 2)
- IV/2010 Die Kelten (Nr. 3)
- I/2011 Religionen in der Geschichte (Nr. 4)
- II/2011 Erfindungen im Mittelalter (Nr. 5)
- III/2011 Die Sachsen & Das frühe Mittelalter (Nr. 6)
- IV/2011 Das späte Mittelalter (Nr. 7)
- I/2012 Die Renaissance, Landsknechte (Nr. 8)
- II/2012 Rom und seine Feinde (Nr. 9)
- III/2012 Deutschland im Mittelalter (Nr. 10)
- IV/2012 Rund um das Mittelmeer (Nr. 11)
- I/2013 Alltag im Mittelalter (Nr. 12)
- II/2013 Auf in den Kampf! (Nr. 13)
- III/2013 Wikinger in Europa (Nr. 14)
- IV/2013 Könige, Fürsten & Adel (Jubiläumsausgabe) (Nr. 15)
- I/2014 Das einfache Volk im Mittelalter (Nr. 16)

Sonderausgaben:
- I/2011 Historische Tänze (Edition Nr. 1)
- II/2011 Dark Ages 1 – Das finstere Mittelalter (Edition Nr. 2)
- I/2012 Historische Kampfkunst (Edition Nr. 3)
- II/2012 Keltika 1 – Schottland (Edition Nr. 4)
- III/2012 Dark Ages 2 – Kabinett des Grauens (Edition Nr. 5)
- I/2013 Mittelalter Do it yourself (Edition Nr. 6)
- II/2013 Keltika 2 – Irland und seine Geschichte (Edition Nr. 7)
- III/2013 Piraten, Räuber und Halunken (Edition Nr. 8)
- 2014 Keltische Länder und ihre Geschichte (Edition Nr. 10)
- 2014 Mittelalter Do It Yourself 2 (Edition Nr. 11)
- 2014 Musik im Mittelalter (Edition Nr. 12)
- 2014 Weihnachts- und Winterbräuche (Edition Nr. 13)
- 2015 Getränke durch die Geschichte (Edition Nr. 14)
- 2015 Erlebbare Geschichte in Deutschland (Edition Nr. 15)
- 2016 Mittelalter 2016 (Edition Nr. 17)
- 2017 Nordica (Edition Nr. 19)

## Miroque, das Festival
Zwischen 2004 und 2008 fanden in unregelmäßigen Abständen auch Miroque-Festivals statt, deren Line-up der inhaltlichen Vielfalt der Kompilationen folgte. Dies bedeutete, dass sowohl traditionell-mittelalterliche Gruppen auf den Miroque-Festivals auftraten, als auch mittelalterlich-rockige Bands.
- 1. Miroque Festival (8. Februar 2004, Pulp in Duisburg): Cornix Maledictum, Cultus Ferox und Schelmish feat. Das letzte Einhorn und Flex der Biegsame (beide In Extremo)
- 2. Miroque Festival (10.–12. Juni 2004, Burg Rabenstein (Oberfranken)): Die Irrlichter, Schandmaul, Geyers Historock, Corvus Corax, Wolfenmond, Saltatio Mortis
- 3. Miroque Festival (11. September 2004, Burg Pyrmont): Pantagruel, Die Irrlichter, Faun, Saltatio Mortis, Corvus Corax, Schelmish
- 4. Miroque Festival (1. September 2007, Histotainment-Park Adventon in Osterburken): Veitstanz, Omnia, Estampie zusammen mit L’Ham de Foc, Cultus Ferox und Corvus Corax
- 5. Miroque Festival (6.–7. September 2008, Histotainment-Park Adventon in Osterburken): WirrWahr, Nachtgeschrei, Die Streuner, The Sandsacks, Rabenschrey, Omnia, Haggard, Dunkelschön, Triskilian, Corvus Corax

Vom 2. und 3. Miroque Festival ist 2005 eine gemeinsame Live-DVD erschienen u. a. mit Konzertmitschnitten, Interviews sowie einem Special über Instrumentenbau mit Wim von Corvus Corax und Dudelsackbauer Jens Güntzel.

## Diskografie der Miroque CD-Kompilation
- 1996 Miroque Vol. 1
- 1997 Miroque Vol. 2
- 1998 Miroque Vol. 3
- 1999 Miroque Vol. 4
- 2000 Miroque Vol. 5
- 2000 Miroque Vol. 6
- 2001 Miroque Vol. 7
- 2003 Miroque Vol. 8
- 2004 Miroque Vol. 9
- 2004 Miroque Vol. 10
- 2004 Miroque – Mittelalterliche Weihnachtsklänge
- 2005 Miroque Vol. 11
- 2005 Miroque DVD
- 2005 Miroque Vol. 12
- 2006 Miroque – Romantisches Mittelalter
- 2006 Miroque Vol. 13
- 2007 Miroque – In Taberna
- 2007 Miroque Vol. 14
- 2008 Miroque – Romantisches Mittelalter II
- 2008 Miroque Vol. 15
- 2009 Miroque – Marktmusik
- 2009 Miroque Vol. 16
- 2010 Miroque Vol. 17
- 2011 Miroque Vol. 18
- 2012 Miroque – Tanzt!
- 2016 Miroque – Viking – Lieder von Feuer und Eis
- 2016 Miroque – Das Beste aus 20 Jahren